# هیتوکی ایواسه
هیتوکی ایواسه (انگلیسی: Hitoki Iwase؛ زادهٔ ۱۰ نوامبر ۱۹۷۴) بازیکن بیسبال اهل ژاپن است.
از باشگاه‌هایی که در آن بازی کرده‌است می‌توان به اژدهایان چونیچی اشاره کرد.